# جوناثان كارتر (لاعب كرة قدم أمريكية)
جوناثان كارتر (بالإنجليزية: Jonathan Carter)‏ هو لاعب كرة قدم أمريكية أمريكي، ولد في 20 مارس 1979 في أننيستون في الولايات المتحدة.

## وصلات خارجية
- جوناثان كارتر على موقع مرجع كرة القدم المحترفة.كوم (الإنجليزية)